# Войник (община Старо Нагоричане)
Вижте пояснителната страница за други значения на Войник.
Войник (на македонска литературна норма: Војник) е село в Северна Македония, в община Старо Нагоричане.

## География
Селото е разположено в областта Средорек, на десния бряг на река Пчиня на главния път Скопие - Кюстендил.

## История
В края на XIX век Войник е малко българско село в Кумановска каза на Османската империя. Според статистиката на Васил Кънчов („Македония. Етнография и статистика“) от 1900 г. Войник е населявано от 136 жители българи християни.
Населението на Войник е разделено в конфесионално отношение между екзархисти и патриаршисти. Според патриаршеския митрополит Фирмилиан в 1902 година в селото има 11 сръбски патриаршистки къщи. По данни на секретаря на екзархията Димитър Мишев („La Macédoine et sa Population Chrétienne“) в 1905 година във Войник има 40 българи екзархисти, 40 българи патриаршисти сърбомани и 18 власи.
Според преброяването от 2002 година селото има 61 жители.
| Националност     | Всичко |
| северномакедонци | 57     |
| албанци          | 0      |
| турци            | 0      |
| роми             | 0      |
| власи            | 0      |
| сърби            | 3      |
| бошняци          | 0      |
| други            | 1      |